# Denys Kuzyk
Denys Viktorovyč Kuzyk (in ucraino Денис Вікторович Кузик?; Bohdanivka, 18 settembre 2002) è un calciatore ucraino, difensore del Kryvbas Kryvyj Rih.

## Caratteristiche tecniche
È un terzino sinistro, che può essere utilizzato anche come ala.

## Carriera

### Club
Cresciuto calcisticamente nelle giovanili della Dinamo Kiev, esordisce in Prem"jer-liha con la maglia del Čornomorec' cui viene ceduto in prestito.

### Nazionale
Vanta 4 presenze con la nazionale Under-21 ucraina.